# East Spencer (Caroline du Nord)
East Spencer est une ville américaine située dans le comté de Rowan dans l'État de Caroline du Nord. En 2010, sa population était de 1 534 habitants.

## Démographie
| 1910  | 1920  | 1930  | 1940  | 1950  | 1960  |
| ----- | ----- | ----- | ----- | ----- | ----- |
| 1 729 | 2 239 | 2 098 | 2 181 | 2 444 | 2 171 |

| 1970  | 1980  | 1990  | 2000  | 2010  | - |
| ----- | ----- | ----- | ----- | ----- | - |
| 2 217 | 2 150 | 2 055 | 1 755 | 1 534 | - |

## Source de la traduction
- (en) Cet article est partiellement ou en totalité issu de l’article de Wikipédia en anglais intitulé « East Spencer, North Carolina » (voir la liste des auteurs).